# Lille Fridolf och jag
Lille Fridolf och jag är en svensk komedifilm från 1956 i regi av Torgny Anderberg.

## Handling
Fridolf och Selma får ett telegram från dottern, då bosatt i Sundsvall: "Kommer hem för att visa upp lillen". Efter lite palaver om barn före äktenskapet accepteras faktum och Fridolf börjar handla babysaker. Upplagt för missförstånd förstås. Är det verkligen "lillen" som ska visas upp?

## Om filmen
Lille Fridolf och jag är regisserad av Torgny Anderberg, filmmanus av Rune Moberg, baserad på radioserien Lilla Fridolf av Rune Moberg. 
Filmen blev en stor publiksuccé och följdes upp med tre filmer.
- Lille Fridolf blir morfar (1957)
- Fridolf sticker opp! (1958)
- Fridolfs farliga ålder (1959)

Lille Fridolf och jag är en av titlarna i boken Tusen svenska klassiker.
Lille Fridolf och jag har visats i SVT, bland annat 1986, 1992, 2010, i september 2022 och i november 2024.

## Rollista (urval)
- Douglas Håge – Fridolf Olsson
- Hjördis Petterson – Selma, Fridolfs fru
- Lars Ekborg – Valdemar Palm, folkskollärare
- Inga Gill – Margareta, Fridolfs och Selmas dotter
- Jan Molander – disponent Grillhagen
- Siv Ericks – Else-Kristin Grillhagen
- Stig Järrel – Ludde
- Sigge Fürst – Öster
- Elof Ahrle – Blom
- Nils Hallberg – Algot
- Erik Strandmark – Göransson
- Sif Ruud – moster Cecilia
- Marianne Löfgren – fru Slamse
- Carl-Axel Elfving – herr Bladh
- Astrid Bodin – fru Bladh
- Nina Scenna – grevinnan Else Rinner af Stolpe

## Musik i filmen
- "Maggiduddi og jeg" (Lilla Frida och jag), kompositör Leon Bonnard, dansk text Ludvig Brandstrup, svensk text Karl Gerhard, instrumental
- "Ah! Vous dirai-je, Maman" (Blinka lilla stjärna), musikbearbetning 1778 Wolfgang Amadeus Mozart svensk text 1852 Betty Ehrenborg-Posse, instrumental
- "Med en enkel tulipan", kompositör Jules Sylvain, text Sven Paddock
- "Ein Sommernachtstraum. Hochzeitmarsch" (En midsommarnattsdröm. Bröllopsmarsch), kompositör Felix Mendelssohn-Bartholdy, instrumental

## DVD
Filmen gavs ut på DVD 2012.